# Tour de Pologne Women 2024
Tour de Pologne Women 2024 – 2. edycja wyścigu kolarskiego Tour de Pologne kobiet, który odbył się w dniach 28–30 czerwca 2024, przed startem wyścigu mężczyzn.

## Uczestnicy

### Etapy[2]
W marcu 2024 poinformowano że trasa wyścigu kobiet będzie przebiegała przez województwo lubelskie. Rozpocznie się jazdą indywidualną na czas w Lublinie, a zakończy etapem z Nałęczowa do Kazimierza Dolnego.
| Etap | Data   | Start – Meta               | type                       | Dystans (km) | Zwyciężczyni etapu | Liderka        |
| ---- | ------ | -------------------------- | -------------------------- | ------------ | ------------------ | -------------- |
| 1    | 28 cze | Lublin – Lublin            | jazda indywidualna na czas | 4,5          | Stina Kagevi       | Stina Kagevi   |
| 2    | 29 cze | Krasnystaw – Kraśnik       | pagórkowaty                | 136,1        | Laura Molenaar     | Laura Molenaar |
| 3    | 30 cze | Nałęczów – Kazimierz Dolny | pagórkowaty                | 103,1        | Scarlett Souren    | Laura Molenaar |

#### 1. etap: Lublin > Lublin
| Miejsce | Zawodniczka         | Zespół                                  | Czas    |
| ------- | ------------------- | --------------------------------------- | ------- |
| 1.      | Stina Kagevi        | Team Coop-Repsol                        | 05' 41" |
| 2.      | Wilma Aintila       | Lotto Dstny Ladies                      | + 1"    |
| 3.      | Christina Lorentzen | Reprezentacja Danii                     | + 2"    |
| 4.      | Scarlett Souren     | VolkerWessels Women’s Pro Cycling       | + 3"    |
| 5.      | Zuzanna Chylińska   | TKK Pacific Nestle Fitness Cycling Team | + 3"    |

| Miejsce | Zawodniczka         | Zespół                                  | Czas   |
| ------- | ------------------- | --------------------------------------- | ------ |
| 1.      | Stina Kagevi        | Team Coop-Repsol                        | 5' 41" |
| 2.      | Wilma Aintila       | Lotto Dstny Ladies                      | + 1"   |
| 3.      | Christina Lorentzen | Reprezentacja Danii                     | + 2"   |
| 4.      | Scarlett Souren     | VolkerWessels Women’s Pro Cycling       | + 3"   |
| 5.      | Zuzanna Chylińska   | TKK Pacific Nestle Fitness Cycling Team | + 3"   |

#### 2. etap: Krasnystaw > Kraśnik
| Miejsce | Zawodniczka      | Zespół                            | Czas       |
| ------- | ---------------- | --------------------------------- | ---------- |
| 1.      | Laura Molenaar   | VolkerWessels Women’s Pro Cycling | 3h 19' 07" |
| 2.      | Katarzyna Wilkos | MAT Atom Deweloper Wrocław        | + 0' 25"   |
| 3.      | Scarlett Souren  | VolkerWessels Women’s Pro Cycling | + 0' 25"   |
| 4.      | Rasa Leleivytė   | Aromitalia 3T Vaiano              | + 0' 25"   |
| 5.      | Emily Watts      | Chevalmeire                       | + 0' 25"   |

| Miejsce | Zawodniczka          | Zespół                            | Czas       |
| ------- | -------------------- | --------------------------------- | ---------- |
| 1.      | Laura Molenaar       | VolkerWessels Women’s Pro Cycling | 3h 24' 44" |
| 2.      | Scarlett Souren      | VolkerWessels Women’s Pro Cycling | + 25"      |
| 3.      | Katarzyna Wilkos     | MAT Atom Deweloper Wrocław        | + 27"      |
| 4.      | Francesca Pellegrini | UAE Development Team              | + 33"      |
| 5.      | Olga Wankiewicz      | MAT Atom Deweloper Wrocław        | + 39"      |

#### 3. etap: Arche Nałęczów > Kazimierz Dolny
| Miejsce | Zawodniczka      | Zespół                            | Czas       |
| ------- | ---------------- | --------------------------------- | ---------- |
| 1.      | Scarlett Souren  | VolkerWessels Women’s Pro Cycling | 2h 38' 10" |
| 2.      | Anna van Wersch  | Lotto Dstny Ladies                | + 0' 00"   |
| 3.      | Kaja Rysz        | Reprezentacja Polski              | + 0' 00"   |
| 4.      | Katarzyna Wilkos | MAT Atom Deweloper Wrocław        | + 0' 00"   |
| 5.      | Danique Braam    | Chevalmeire                       | + 0' 00"   |

| Miejsce | Zawodniczka          | Zespół                            | Czas       |
| ------- | -------------------- | --------------------------------- | ---------- |
| 1.      | Laura Molenaar       | VolkerWessels Women’s Pro Cycling | 6h 02' 54" |
| 2.      | Scarlett Souren      | VolkerWessels Women’s Pro Cycling | + 0' 14"   |
| 3.      | Katarzyna Wilkos     | MAT Atom Deweloper Wrocław        | + 0' 27"   |
| 4.      | Francesca Pellegrini | UAE Development Team              | + 0' 30"   |
| 5.      | Olga Wankiewicz      | MAT Atom Deweloper Wrocław        | + 0' 39"   |

## Liderki klasyfikacji po etapach
| Etap                 | Zwyciężczyni etapu   | Klasyfikacja generalna · | Klasyfikacja najaktywniejszych · | Klasyfikacja drużynowa ·          | Najwyżej sklasyfikowana Polka |
| -------------------- | -------------------- | ------------------------ | -------------------------------- | --------------------------------- | ----------------------------- |
| 1                    | Stina Kagevi         | Stina Kagevi             | –                                | MAT Atom Deweloper Wrocław        | Zuzanna Chylińska             |
| 2                    | Laura Molenaar       | Laura Molenaar           | Nikola Bajgerová                 | VolkerWessels Women’s Pro Cycling | Katarzyna Wilkos              |
| 3                    | Scarlett Souren      | Laura Molenaar           | Scarlett Souren                  | VolkerWessels Women’s Pro Cycling | Katarzyna Wilkos              |
| Klasyfikacja końcowa | Klasyfikacja końcowa | Laura Molenaar           | Scarlett Souren                  | VolkerWessels Women’s Pro Cycling | Katarzyna Wilkos              |